# Alexander Finkenwirth

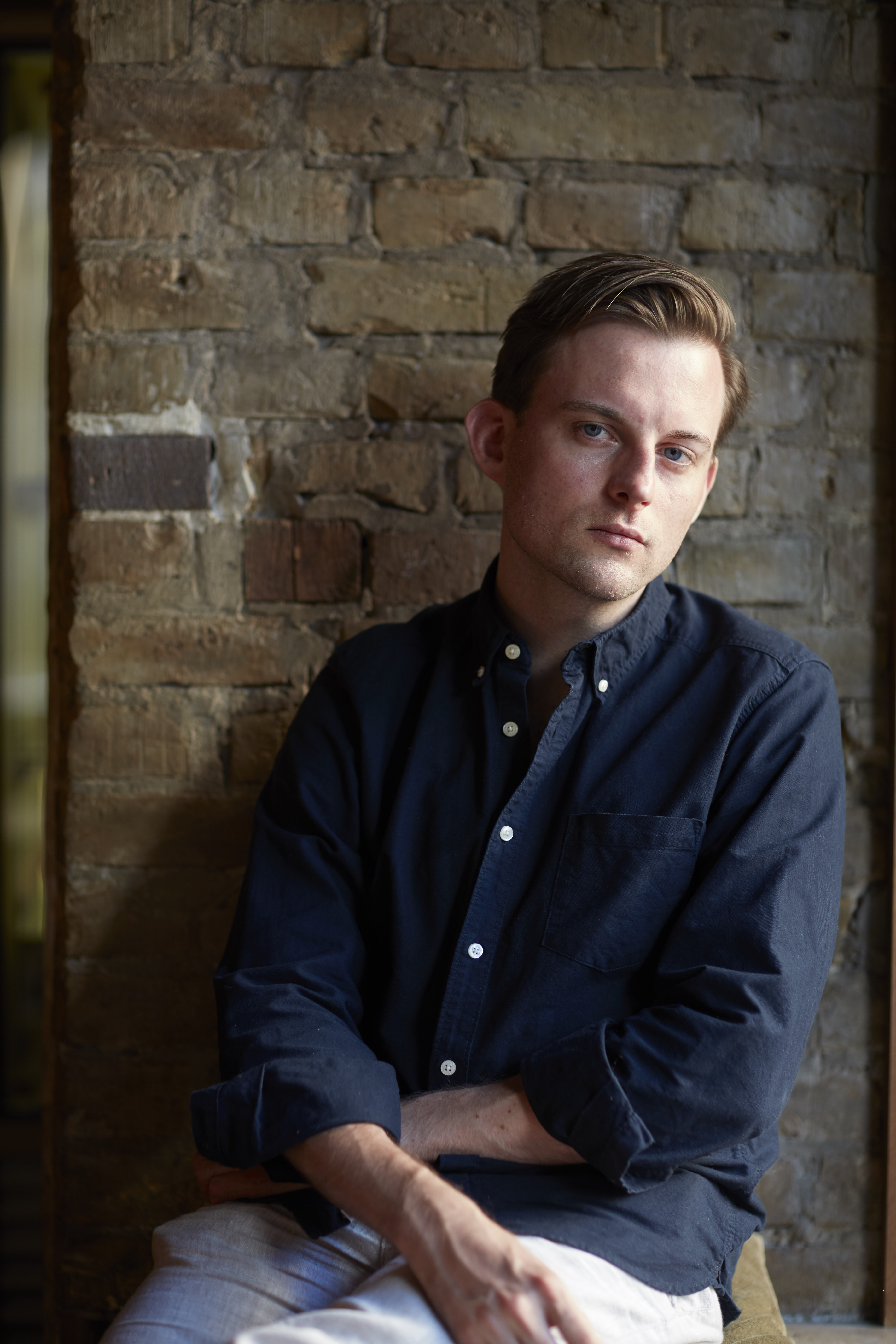
Alexander Finkenwirth, Berlin 2018

Alexander Finkenwirth (* 1986 in Wiesbaden) ist ein deutscher Theater- und Filmschauspieler.

## Leben
Finkenwirth wuchs in Frankfurt am Main auf. Seine Mutter stammt aus Brasilien, sein Vater aus Deutschland. Des Weiteren hat er auch russischstämmige Vorfahren, weswegen er unter anderem fließend Russisch spricht.
Nach dem Abitur begann er zunächst ein Jura-Studium, das er jedoch nach zwei Semestern abbrach. Durch eine Freundin kam er in Frankfurt in Kontakt zu einer Theatergruppe. Er absolvierte von 2009 bis 2013 eine Schauspielausbildung an der Filmhochschule Babelsberg Konrad Wolf (HFF).
Ab der Spielzeit 2012/13 war er als festes Ensemblemitglied am Hans Otto Theater in Potsdam engagiert. Zu seinen Bühnenrollen dort gehörten u. a. Franz/Karl Moor in Die Räuber (2012; in der Abschlussinszenierung der Studierenden der HFF), die Hauptrolle des Wiggo Ritter in der Uraufführung des Theaterstücks Der Eisvogel von Uwe Tellkamp (2013; Regie jeweils Stefan Otteni), Höfling und Schäfer in Das Wintermärchen (2013; Regie: Tobias Wellemeyer), die Titelrolle in Torquato Tasso (2013; Regie: Tina Engel), Sebastian in Was ihr wollt (2014; Regie: Michael Talke), Sascha in der Uraufführung von Der Kirschgarten – Die Rückkehr von John von Düffel (2014), Erich in Geschichten aus dem Wiener Wald (2015; Regie: Alexander Nerlich) sowie die Titelrolle in der Uraufführung des Stückes Meine Schwester ist eine Mönchsrobbe von Christian Fascella (2014). In der Spielzeit 2014/15 übernahm er am Hans Otto Theater die Titelrolle in Hamlet (2015; Regie: Alexander Nerlich). In der Spielzeit 2015/16 trat er am Hans Otto Theater in Neuinszenierungen von Peer Gynt (als junger Peer Gynt; Regie: Alexander Nerlich, Premiere: April 2016) und Ein Sommernachtstraum (als Lysander; Regie: Kerstin Kusch, Premiere: Juni 2016) auf. Zum Ende der Spielzeit 2015/16 schied er aus dem festen Ensemble des Hans Otto Theaters aus, um sich zukünftig verstärkt auch weiteren Filmaufgaben zu widmen. Als Gast war Finkenwirth u. a. für die Rollen Peer Gynt und Lysander auch in der Spielzeit 2016/17 weiterhin engagiert.
Finkenwirth arbeitet seit 2011 regelmäßig auch für Film und Fernsehen. Im Tatort: Borowski und der Himmel über Kiel (Erstausstrahlung: Januar 2015) war er in der Rolle des Harald Wagner zu sehen; er spielte einen drogenabhängigen Tatverdächtigen. Im Polizeiruf 110: Der Preis der Freiheit (Erstausstrahlung: April 2016) spielte er den Ukrainer Anton Shevshenko, der für einen Autoschieberring arbeitet. In dem Psychothriller Neben der Spur – Todeswunsch (Erstausstrahlung: November 2016), mit Ulrich Noethen und Juergen Maurer in den Hauptrollen, spielte er in einer größeren Nebenrolle den gerade aus der Haft entlassenen Sexualstraftäter Leo Barreis.
Er hatte außerdem Episodenrollen in den Serien Die Pfefferkörner (2013; als Rechtsradikaler Richie), Großstadtrevier (2014; als Student Gregor Sander) und SOKO Wismar (2015; als wegen fahrlässiger Tötung und Fahrerflucht vorbestrafter Tatverdächtiger Mike Reichelt). Im September 2016 war er in der ZDF-Krimireihe Ein starkes Team in einer Nebenrolle als Alexander Krischka zu sehen; er spielte einen Drogensüchtigen, der in ein Verbrechen verwickelt ist. Im September 2016 war er auch in der ZDF-Krimiserie SOKO Leipzig in einer Episodenhauptrolle als Hacker und Whistleblower David Bartz zu sehen. Im Januar 2018 war Finkenwirth in der ZDF-Serie Der Staatsanwalt ebenfalls in einer Episodenrolle zu sehen, als Andreas Bender, der geistig behinderte Sohn einer ermordeten Bäuerin aus dem Taunus. Im „ZDF-Samstagskrimi“ Ein starkes Team – Tödlicher Seitensprung (Erstausstrahlung: Oktober 2018), seinem zweiten Gastauftritt in der Sendereihe, übernahm Finkenwirth die Rolle des Nachtportiers Tobias Kimmlinger, dessen Beteiligung an dem Verbrechen am Ende aufgedeckt wird. In der 17. Staffel der ZDF-Serie SOKO Köln (2019) übernahm er eine der Episodenrollen als Elias Anschütz, der seinen älteren, früher psychotischen Bruder im Machtkampf um die Firmennachfolge ausschalten will. In dem ZDF-Thriller Getrieben, der in der TV-Reihe „Fernsehfilm der Woche“ im Februar 2019 erstausgestrahlt wurde, verkörperte Finkenwirth den Kriminalbeamten Henk Meyer, den   Assistenten der ermittelnden LKA-Kommissarin Sibylle Deininger (Ulrike C. Tscharre).  In der auf arte ausgestrahlten sechsteiligen TV-Serie Die Neue Zeit (2019) über die Gründerjahre des Staatlichen Bauhauses in Weimar verkörperte er in einer Serienrolle den Bildhauer und Maler Johannes Auerbach, den Kommilitonen der im Mittelpunkt der Serie stehenden Malerin und Grafikerin Dörte Helm. In der 2. Staffel der ZDF-Krimiserie SOKO Hamburg (2019) übernahm er eine der Episodenhauptrollen als Juniorchef einer eleganten Hamburger Maßschneiderei. In der ZDF-Serie SOKO Leipzig (2020) hatte er eine weitere Episodenhauptrolle als Barinhaber Jurij Petrow und tatverdächtiger Ex-Liebhaber einer getöteten Profi-Kletterin. Im 7. Film der TV-Krimireihe Wolfsland mit dem Titel Kein Entkommen (Erstausstrahlung. Dezember 2020) spielte er Nico Klockzien, den Freund einer ermordeten jungen Frau aus der Görlitzer „Escape Games“-Szene.
2014 war er für seine Rolle als Stefan in dem Kinofilm Totale Stille als bester Nachwuchsdarsteller für den Max-Ophüls-Preis nominiert.
2016 wurde Finkenwirth für seine Leistung als Peer Gynt in der Fachzeitschrift Theater heute bei der Wahl zum „Nachwuchsschauspieler des Jahres“ nominiert.
Finkenwirth lebt in Berlin.

## Theaterrollen (Auswahl)
- 2011: Die Räuber (Schiller) – Rolle: Franz, Karl
- 2012: Der Eisvogel – Rolle: Wiggo Ritter
- 2013: Torquato Tasso – Titelrolle
- 2014: Was ihr wollt (Shakespeare) – Rolle: Sebastian
- 2014: Meine Schwester ist eine Mönchsrobbe – Rolle: Io
- 2014: Zorn – Rolle: Joe Harper
- 2015: Nur Pferden gibt man den Gnadenschuss – Rolle: Robert Syverten
- 2015: Hamlet – Titelrolle
- 2016: Ein Sommernachtstraum – Rolle: Lysander
- 2016: Peer Gynt – Titelrolle (als junger Mann)
- 2017: 1984 – Rolle: Winston Smith

## Filmografie  (Auswahl)
- 2013: Herzberg (Kurzfilm)
- 2013: Totale Stille (Kino)
- 2013: Die Pfefferkörner (Fernsehserie, Folge Gefahr von Rechts)
- 2014: Großstadtrevier (Fernsehserie, Folge Auf den Barrikaden)
- 2015: Tatort: Borowski und der Himmel über Kiel (Fernsehreihe)
- 2015: SOKO Wismar (Fernsehserie, Folge Verlassen)
- 2016: Freddy/Eddy (Kino)
- 2016: Neben der Spur – Todeswunsch (Fernsehreihe)
- 2016: Polizeiruf 110: Der Preis der Freiheit (Fernsehreihe)
- 2016: Ein starkes Team: Nathalie (Fernsehreihe)
- 2016, 2020: SOKO Leipzig (Fernsehserie, verschiedene Rollen, 3 Folgen)
- 2017: Cigarbox Blues (Kurzfilm)
- 2017: Alarm für Cobra 11 – Die Autobahnpolizei (Fernsehserie, Folge Atemlose Liebe)
- 2017: Allmen und das Geheimnis des rosa Diamanten (Fernsehreihe)
- 2018: Der Staatsanwalt (Fernsehserie, Folge Taunushexe)
- 2018: Ein starkes Team: Tödlicher Seitensprung (Fernsehreihe)
- 2018: 1918 – Aufstand der Matrosen (Dokudrama)
- 2018: Das Boot (Fernsehserie, 2 Folgen)
- 2018: Getrieben
- 2018: Notruf Hafenkante (Fernsehserie, Folge Freitag, der 13.)
- 2019: SOKO Köln (Fernsehserie, Folge Der Mann im Brunnen)
- 2019: Die Neue Zeit (Fernsehserie, 6 Folgen)
- 2019: Tage des letzten Schnees
- 2019: SOKO Hamburg (Fernsehserie, Folge Mord nach Maß)
- 2019: Der Geburtstag (Kino)
- 2020: Deutschland 89 (Fernsehserie)
- 2020: Wolfsland: Kein Entkommen (Fernsehreihe)
- 2021: Morden im Norden (Fernsehserie, Folge Mitten ins Herz)
- 2021: Breisgau – Bullenstall (Fernsehreihe)
- 2022: Letzte Spur Berlin (Fernsehserie, Folge Recht und Gerechtigkeit)
- 2022: The New Nurses – Die Schwesternschule (Sygeplejeskolen, Fernsehserie, Folge Der DDR-Spion)
- 2022: Buba
- 2022: Die Kaiserin (Fernsehserie, Netflix)
- 2022: SOKO Potsdam (Fernsehserie, Folge Mensch und Maschine)
- 2023: WaPo Elbe (Fernsehserie, Folge Von Lachsen und Leichen)
- 2023: Solo für Weiss – Liebeswut (Fernsehreihe)
- 2024: Push (Fernsehserie)
- 2024: Im Netz der Gier
- 2025: Späti (Fernsehserie)

## Nominierungen
- 2014: 35. Max Ophüls Preis – Nominierung als Bester Nachwuchsschauspieler für die Rolle Stefan in Totale Stille
- 2016: Theater heute – Nominierung Nachwuchsschauspieler des Jahres für die Rolle Peer Gynt